# لترموویر
لترموویر (انگلیسی: Letermovir) یک داروی ضد ویروسی برای درمان عفونت‌های سیتومگالوویروس (CMV) است. این در بیماران مبتلا به CMV با پیوند سلول‌های بنیادی آلوژنیک آزمایش شده است و همچنین ممکن است برای سایر بیماران با سیستم ایمنی ضعیف مانند بیماران پیوند عضو یا عفونت HIV سودمند باشد.

## موارد منع مصرف
ترکیب دارو با پیموزاید یا آلکالوئیدهای ارگوت (مانند ارگوتامین یا متیل‌آرگومترین) منع مصرف دارد زیرا این داروها توسط آنزیم کبدی CYP3A4 متابولیزه می‌شوند و لترموویر این آنزیم را مهار می‌کند. در افرادی که سیکلوسپورین را نیز مصرف می کنند، که غلظت لترموویر را در بدن افزایش می‌دهد، ترکیب با داروهای کاهش دهنده کلسترول سیمواستاتین و پیتاواستاتین نیز منع مصرف دارد. در کانادا، این مورد در مورد بوسنتان، لوواستاتین و روزوواستاتین نیز صدق می‌کند. 

## عوارض جانبی
گاستریت و حالت تهوع، تنگی نفس (مشکلات تنفسی) و هپاتیت.